# 8116 Jeanperrin
A 8116 Jeanperrin (ideiglenes jelöléssel 1996 HA15) a Naprendszer kisbolygóövében található aszteroida. Eric Walter Elst fedezte fel 1996. április 17-én.